# Юрий Тюкалов
Юрий Сергеевич Тюкалов (роден на 4 юли 1930 г. в Ленинград) е съветски гребец.
Той е двукратен олимпийски шампион, заслужил майстор на спорта (1952) и почетен гражданин на Санкт Петербург (2002).

## Спортни постижения
Тюкалов е многократен шампион на СССР по гребане (1948 – 1962) в отбора на спортен клуб „Червено знаме“ и шампион на Европа (1954, 1956 – 59 и 1961). Той е първият съветски Олимпийски шампион.
Успехът на Тюкалов се превръща в една от сензациите на Олимпийските игри в Хелзинки през 1952 г.

## Олимпийски медали
Хелзинки 1952
- Скиф –  злато

Мелбърн 1956
- Двойка скул –  злато

Рим 1960
- Двойка скул –  сребро

|  | Тази страница частично или изцяло представлява превод на страницата „Тюкалов, Юрий Сергеевич“ в Уикипедия на руски. Оригиналният текст, както и този превод, са защитени от Лиценза „Криейтив Комънс – Признание – Споделяне на споделеното“, а за съдържание, създадено преди юни 2009 година – от Лиценза за свободна документация на ГНУ. Прегледайте историята на редакциите на оригиналната страница, както и на преводната страница, за да видите списъка на съавторите. ВАЖНО: Този шаблон се отнася единствено до авторските права върху съдържанието на статията. Добавянето му не отменя изискването да се посочват конкретни източници на твърденията, които да бъдат благонадеждни. |